# Antonio Maria Trigona
Antonio Maria of Antonino-Maria Trigona (Catania, 8 september 1760 – Messina, 1835) was een rooms-katholiek prelaat in het koninkrijk der beide Siciliën.
Hij was een edelman uit de Siciliaanse familie Trigona.
In 1806 werd Trigona hulpbisschop van Catania in zijn geboortestad. Deze aanstelling ging gepaard met de eretitel van bisschop van Hierocaesarea, een voormalige stad nabij Sardis in Lydië, Turkije.
Er volgde een bevordering tot aartsbisschop van Messina door paus Pius VII (1817). 
Trigona trad af twee jaar later (1819). Voor de rest van zijn leven was hij titulair aartsbisschop van Caesarea in Cappadocië, wat een voormalig bisdom in Turkije is met zetel in de stad Kayseri. Trigona bleef verder actief als rechter in de Tribunale della Regia Monarchia. Dit tribunaal was de hoogste kerkelijke rechtbank op Sicilië die merkwaardig onder voogdij stond van de koning van Sicilië en niet van de paus.